# Чемпионат России по плаванию 2002
Чемпионат России по плаванию 2002 года прошёл с 4 по 10 июля в бассейне «Искра», Волгоград.
Чемпионат являлся отборочным к чемпионату Европы в Берлине. Больше всех — 11 золотых медалей — завоевали представители волгоградского клуба «Волга». Любовь Юдина, выигравшая все спринтерские дистанции вольным стилем, завоевала четыре золотые медали. По 25 медалей — у Волгограда (11 золотых, 7 серебряных, 7 бронзовых) и Москвы (5, 13, 7), на третьем месте — Санкт-Петербург — 13 медалей (5,3, 5).

### Мужчины

#### 50 м, вольный стиль
Леонид Хохлов (Санкт-Петербург — Ульяновская область) — 00.23,04

 Максим Скрынников (Волгоградская область) — 00.23,18

 Павел Балашов (Москва) — 00.23,21

#### 100 м, вольный стиль
Максим Скрынников (Волгоградская область) — 00.51,00

 Иван Борисов (Волгоградская область) — 00.51,02

 Дмитрий Талепов (Нижегородская область) — 00.51,09

#### 200 м, вольный стиль
Максим Кузнецов (Калужская область) — 01.50,23

 Дмитрий Чернышов (Омская область) — 01.50,92

 Степан Ганзей (Волгоградская область — Приморский край) — 01.50,98

#### 400 м, вольный стиль
Алексей Филипец (Ростовская область) — 03.54,14

 Илья Никитин (Волгоградская область — Алтайский край) — 03.54,82

 Юрий Уфимцев (Москва) — 03.56,36

#### 800 м, вольный стиль
Алексей Филипец (Ростовская область) — 08.01,88

 Алексей Ковригин (Краснодарский край) — 08.08,42

 Илья Никитин (Волгоградская область — Алтайский край) — 08.11,45

#### 1500 м, вольный стиль
Алексей Филипец (Ростовская область) — 15.26,30

 Алексей Белый (Ростовская область) — 15.44,21

 Евгений Дратцев (Ярославская область) — 15.59,78

#### 50 м на спине
Владислав Аминов (Омская область — Красноярский край) — 00.26,44

 Сергей Остапчук (Приморский край 00.26,46

 Евгений Алешин (Нижегородская область) — 00.26,60

#### 100 м на спине
Евгений Алешин (Нижегородская область) — 00.56,38

 Сергей Остапчук (Приморский край 00.56,65

 Владислав Аминов (Омская область — Красноярский край) — 00.57,19

#### 200 м на спине
Евгений Алешин (Нижегородская область) — 02.00,78

 Сергей Остапчук (Приморский край) — 02.02,06

 Дмитрий Смирнов (Санкт-Петербург) — 02.05,17

#### 50 м, брасс
Арсений Маляров (Москва) — 00.28,46

 Роман Ивановский (Самарская область — Волгоградская область) — 00.28,73

 Евгений Рыжов (Москва) — 00.29,37

#### 100 м, брасс
Роман Слуднов (Омская область) — 01.01,05

 Роман Ивановский (Самарская область — Волгоградская область) — 01.02,28

 Дмитрий Коморников (Москва) — 01.03,41

#### 200 м, брасс
Роман Слуднов (Омская область) — 02.12,53

 Андрей Иванов (Санкт-Петербург) — 02.13,59

 Дмитрий Коморников (Москва) — 02.15,00

#### 50 м, баттерфляй
Игорь Марченко (Санкт-Петербург) — 00.24,31

 Евгений Коротышкин (Москва) — 00.24,31

 Павел Королев (Санкт-Петербург) — 00.24,86

 Эдуард Ахмадеев (ХМАО) — 00.24,86

#### 100 м, баттерфляй
Игорь Марченко (Санкт-Петербург — Ростовская область) — 00.52,92

 Евгений Коротышкин (Москва) — 00.53,74

 Анатолий Поляков (Ростовская область — Коми) — 00.54,07

#### 200 м, баттерфляй
Анатолий Поляков (Ростовская область — Коми) — 01.56,55

 Андрей Сырых (Ставропольский край) — 02.01,63

 Владимир Былинин (Пензенская область) — 02.03,00

#### 200 м, комплексное плавание
Игорь Березуцкий (Волгоградская область) — 02.03,64

 Сергей Прохоров (Ульяновская область) — 02.04,48

 Сергей Филипов (Волгоградская область — Самарская область) — 02.06,93

#### 400 м, комплексное плавание
Вадим Лымарев (Волгоградская область) — 04.26,32

 Алексей Ковригин (Краснодарский край) — 04.28,41

 Сергей Прохоров (Ульяновская область) — 04.28,98

#### Эстафета 4 × 100 м, вольный стиль
Волгоградская область-1 (Степан Ганзей, Иван Борисов, Денис Родкин, Максим Скрынников) — 3.25,87

 Москва (Павел Балашов, Денис Фалалеев, Сергей Лавренов, Евгений Коротышкин) — 3.27,92

 Санкт-Петербург-2 (Тарас Кит, Антон Токарев, Юрий Зимарев, Сергей Исаковский) — 3.32,23

#### Эстафета 4 × 200 м, вольный стиль
Волгоградская область-1 (Степан Ганзей, Денис Родкин, Илья Никитин, Иван Борисов) — 7.37,36

 Москва (Юрий Уфимцев, Сергей Лавренов, Дмитрий Цапенко, Павел Балашов) — 7.43,42

 Санкт-Петербург-1 (Илья Скрыдлов, Александр Четыркин, Алексей Василенок, Павел Турлов) — 7.51,03

#### Эстафета 4 × 100 м, комбинированная
Санкт-Петербург-1 (Дмитрий Смирнов, Андрей Иванов, Игорь Марченко, Леонид Хохлов) — 3.44,95

 Москва (Павел Комаров, Дмитрий Коморников, Евгений Коротышкин, Павел Балашов) — 3.46,36

 Приморский край (Сергей Остапчук, Павел Анохин, Алексей Гулаков, Валентин Широкоротов) — 3.52,87

### Женщины

#### 50 м, вольный стиль
Любовь Юдина (Волгоградская область) — 00.26,10

 Марина Чепуркова (Москва) — 00.26,23

 Светлана Карпеева (Омская область) — 00.26,49

#### 100 м, вольный стиль
Любовь Юдина (Волгоградская область) — 00.56,16

 Алиса Гаврилова (Москва) — 00.57,24

 Марина Чепуркова (Москва) — 00.57,31

#### 200 м, вольный стиль
Ирина Уфимцева (Новосибирская область) — 02.01,76

 Ольга Павлова (Оренбургская область) — 02.02,79

 Дарья Паршина (Волгоградская область — Пензенская область) — 02.03,9

#### 400 м, вольный стиль
Ирина Уфимцева (Новосибирская область) — 04.15,69

 Александра Маланина (Волгоградская область) — 04.18,07

 Дарья Паршина (Волгоградская область — Пензенская область) — 04.19,31

#### 800 м, вольный стиль
Ирина Уфимцева (Новосибирская область) — 08.44,39

 Александра Маланина (Волгоградская область) — 08.50,37

 Ирина Коровина (Москва) — 08.55,64

#### 1500 м, вольный стиль
Мария Булахова (Волгоградская область) — 17.03,17

 Ирина Уфимцева (Новосибирская область) — 17.17,57

 Екатерина Чаирова (Коми) — 17.22,17

#### 50 м на спине
Анна Гузовская (Башкортостан) — 00.30,63

 Ирина Раевская (Пензенская область) — 00.30,70

 Елена Пятова (Нижегородская область) — 00.30,97

#### 100 м на спине
Ирина Раевская (Пензенская область) — 01.04,60

 Анастасия Важенина (Москва) — 01.05,66

 Елена Пятова (Нижегородская область) — 01.07,26

#### 200 м на спине
Ирина Раевская (Пензенская область) — 02.18,52

 Ирина Жибурт (ХМАО — 02.20,22

 Анастасия Важенина (Москва) — 02.20,27

#### 50 м, брасс
Екатерина Кормачева (Москва) — 00.31,96

 Елена Богомазова (Санкт-Петербург — 00.31,97

 Евгения Алехина (Волгоградская область) — 00.32,57

#### 100 м, брасс
Екатерина Кормачева (Москва) — 01.08,94

 Елена Богомазова (Санкт-Петербург — 01.09,77

 Евгения Алехина (Волгоградская область) — 01.11,20

#### 200 м, брасс
Елена Богомазова (Санкт-Петербург — 02.30,62

 Екатерина Кормачева (Москва) — 02.31,05

 Екатерина Кабанова (Самарская область) — 02.31,64

#### 50 м, баттерфляй
Наталья Сутягина (Пензенская область) — 00.27,83

 Анна Гузовская (Башкортостан) — 00.28,17

 Ирина Жибурт (ХМАО) — 00.28,22

#### 100 м, баттерфляй
Наталья Сутягина (Пензенская область) — 01.00,16

 Екатерина Виноградова (Москва) — 01.00,39

 Ирина Беспалова (Санкт-Петербург — Архангельская область) — 01.00,41

#### 200 м, баттерфляй
Наталья Сутягина (Пензенская область) — 02.12,38

 Екатерина Виноградова (Москва) — 02.13,53

 Ирина Беспалова (Санкт-Петербург — Архангельская область) — 02.16,50

#### 200 м, комплексное плавание
Ирина Стодух (Коми) — 02.20,79

 Оксана Старцева (Челябинская область) — 02.22,44

 Ольга Андреева (Оренбургская область) — 02.23,25

#### 400 м, комплексное плавание
Яна Толкачева (Волгоградская область — Кировская область) — 04.45,05

 Екатерина Виноградова (Москва) — 04.52,39

 Яна Мартынова (Татарстан) — 04.53,84

#### Эстафета 4 × 100 м, вольный стиль
Волгоградская область-1 (Любовь Юдина, Дарья Паршина, Дарья Белякина, Яна Толкачева) — 3.51,85

 Москва (Ирина Коровина, Анастасия Захарова, Марина Соколова, Алиса Гаврилова) — 3.56,40

 Омская область (Александра Машкова, Светлана Карпеева, Мария Горбачева, Ольга Орлова) — 3.58,78

#### Эстафета 4 × 200 м, вольный стиль
Волгоградская область-1 (Дарья Белякина, Дарья Паршина, Александра Маланина, Любовь Юдина) — 8.20,24

 Москва (Ирина Коровина, Юлия Звезинцева, Екатерина Виноградова, Алиса Гаврилова) — 8.30,56

 Свердловская область (Наталья Шестакова, Екатерина Насырова, Елена Стародубцева, Наталья Шалагина) — 8.35,67

#### Эстафета 4 × 100 м, комбинированная
Москва (Анастасия Важенина, Екатерина Кормачева, Екатерина Виноградова, Алиса Гаврилова) — 4.15,2

 Пензенская область (Ирина Раевская, Екатерина Уйменова, Екатерина Матяшова, Ольга Кисилева) — 4.16,98

 Санкт-Петербург-1 (Галина Шляхтенко, Елена Богомазова, Ирина Беспалова, Ирина Федякова) — 4.22,34

### Командное первенство
Первая группа
1. Москва-1 — 1709
2. Волгоградская область-1 — 1553
3. Санкт-Петербург-1 — 1348
4. Омская область — 776
5. Ростовская область — 752
6. Пензенская область — 664
7. Самарская область — 532
8. Волгоградская область-2 — 301
9. Санкт-Петербург-2 — 209
10. Москва-2 — 174

Вторая группа
1. Коми — 545
2. Нижегородская область — 332
3. Татарстан — 302
4. ХМАО — 295
5. Свердловская область — 260
6. Красноярский край — 256
7. Новосибирская область — 173
8. Ульяновская область — 173
9. Кировская область — 152
10. Удмуртия — 125
11. Волгоградская область-3 — 80
12. Калужская область — 78
13. Краснодарский край — 47

Третья группа
1. Приморский край — 303
2. Оренбургская область — 301
3. Башкортостан- 233
4. Ярославская область — 197
5. Марий Эл — 140
6. Архангельская область — 116
7. Ставропольский край — 112
8. Алтайский край — 77
9. Хабаровский край — 67
10. Сахалинская область — 61
11. Челябинская область — 60
12. Воронежская область — 53
13. Читинская область — 43
14. Вологодская область — 37
15. Ленинградская область — 34
16. Кемеровская область — 34
17. Пермская область — 27
18. Тюменская область — 26
19. Тульская область — 18
20. Мурманская область — 17
21. Астраханская область — 14
22. Московская область — 13
23. Липецкая область — 12
24. Курская область — 9
25. Ивановская область — 7
26. Тверская область — 7
27. Иркутская область — 2

По федеральным округам
1. Приволжский федеральный округ — 3082
2. Южный федеральный округ — 2937
3. Москва — 2050
4. Санкт-Петербург — 1659
5. Сибирский федеральный округ — 1321
6. Северо-Западный федеральный округ — 785
7. Уральский федеральный округ — 641
8. Дальневосточный федеральный округ — 431
9. Центральный федеральный округ — 394